# Kinim

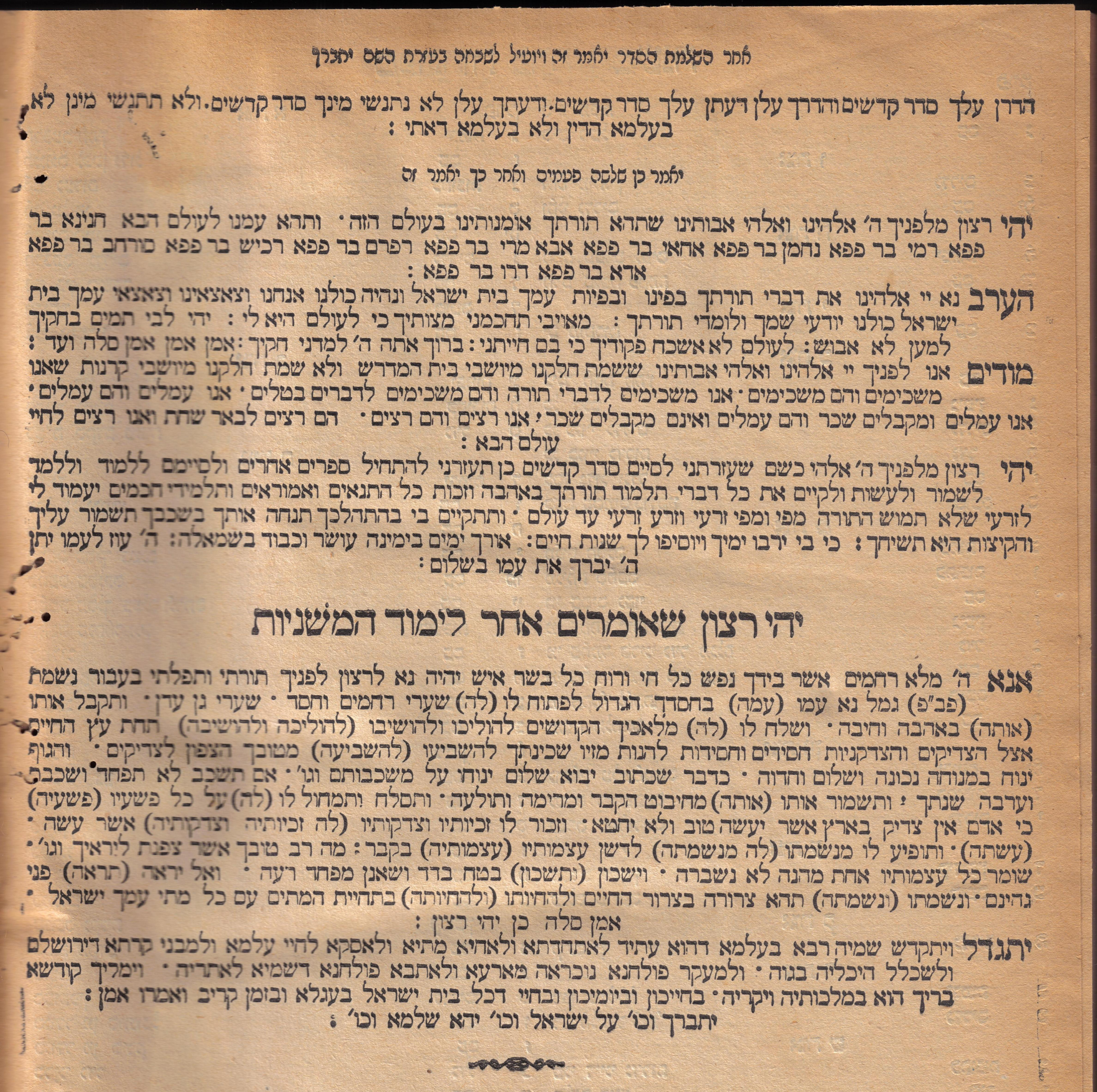
Text final de l'Ordre Kodaixim imprès el 1877 a Lviv (llavors anomenat Lemberg)

Kinim és un tractat de la Mixnà i el Talmud babilònic. La paraula "kinim" significa "nius", i es refereix a les aus que eren ofertes com a sacrifici al Temple de Jerusalem. El tractat es troba en l'ordre talmúdic de Kodaixim, ja que aquest ordre detalla les lleis relatives a un aspecte del servei que tenia lloc al Temple.
Aquest és el darrer tractat de l'ordre talmúdic de Kodaixim, degut a la seva brevetat, i perquè tracta sobre una àrea molt rara i inusual de la llei jueva. El tema del tractat és l'ofrena d'aus que havia de ser portada per certes persones (per exemple: els nazireus en completar els seus vots, i les dones després de donar a llum).
L'ofrena consistia en un parell d'ocells, una au era lliurada com una ofrena pel pecat, i l'altra era lliurada com una ofrena per la pau. Una pràctica comuna era comprar una gàbia amb dos ocells per al sacrifici. El sacerdot cohen, llavors solia designar a una au per a ser sacrificada. Aquestes lleis són el tema principal del tractat de Kinim. El tractat té tres capítols, i no té Guemarà, ni al Talmud de Babilònia, ni al Talmud de Jerusalem.